# Линів Оксана Ярославівна
Оксана Ярославівна Линів (лат. Oksana Lyniv, нар. 6 січня 1978, Броди, Львівська область, УРСР) — українська диригентка. Перша жінка на посаді головного диригента Опери та філармонійного оркестру в місті Грац. Засновниця та художня керівниця фестивалю LvivMozArt, засновниця та головна диригентка Молодіжного симфонічного оркестру України/YsOU. Почесна громадянка м. Броди. Скандально відома підтримкою російської культури.

## Життєпис
Дочка двох музикантів і онука учителя музики, регента церковного хору Дмитра Линіва. Батько Ярослав Линів (нар. 25 січня 1952) — керівник народної хорової капели «Боян» у Бродах. Має брата Юрія.

### Освіта

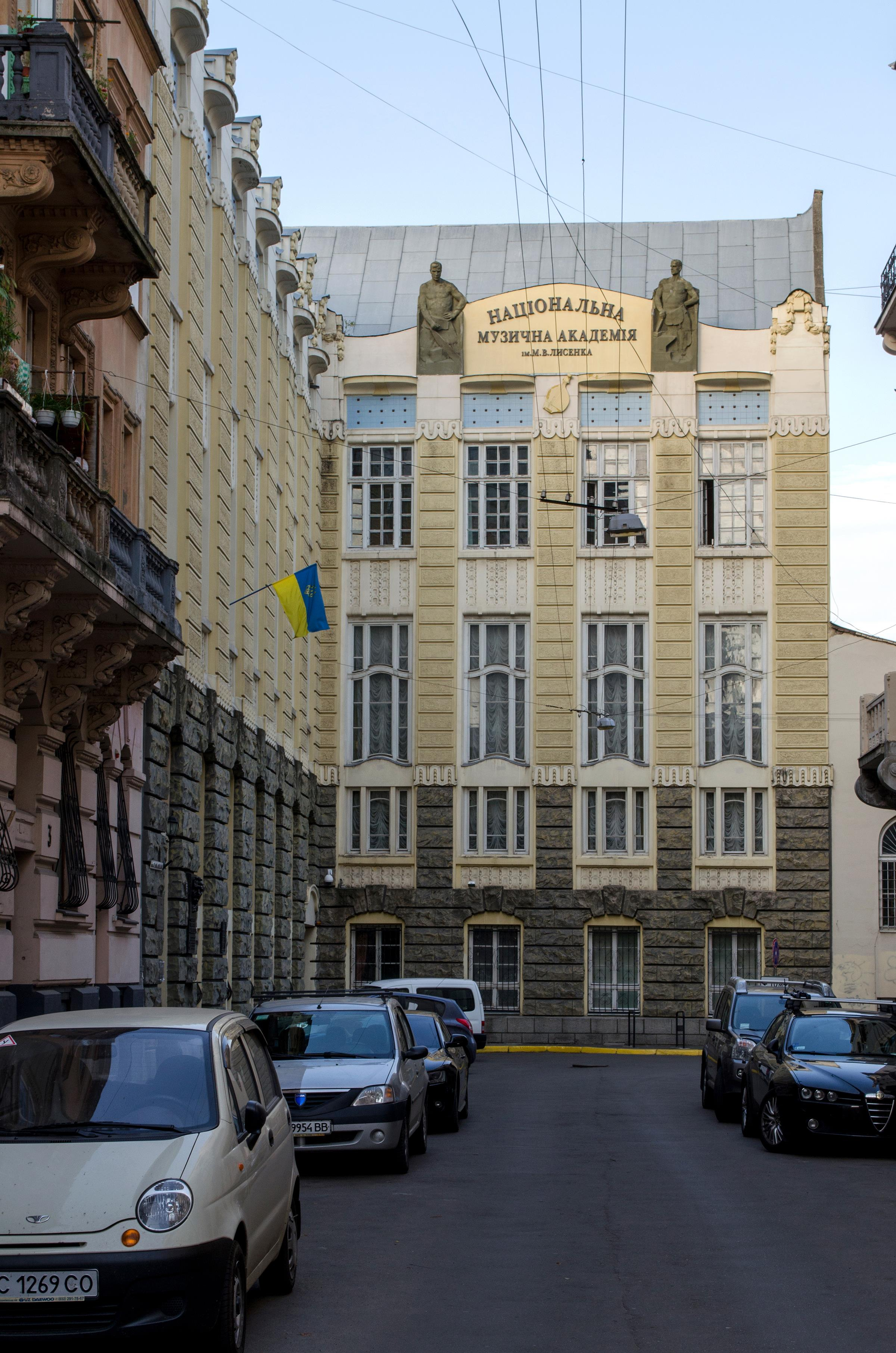
Національна музична академія імені Миколи Лисенка. Львів. 2015

Музичну школу Оксана Линів закінчила у місті Броди. Потім навчалася у Дрогобицькому музучилищі імені Василя Барвінського, однак після першого курсу перевелася до Львова і у 1996 році закінчувала вже Львівське музучилище імені Станіслава Людкевича, де навчалася грати на сопілці. Пізніше, з 1996 по 2003 рік, навчалася в Львівській державній музичній академії імені Миколи Лисенка у класі оперно-симфонічного диригування Богдана Дашака, головного диригента Львівської опери. Вже під час навчання в академії стала асистенткою Дашака.
У 2004 році взяла участь у першому конкурсі диригентів імені Густава Малера в Бамберзькій філармонії. Це була перша подорож Линів за кордон, де вона здобула третє місце. Після цього у 2005 році стала асистенткою диригента Джонатана Нота при Бамберзькій філармонії.
У 2005 році Оксана Линів приїхала до Дрездена, де навчалася в аспірантурі у Вищій школі музики імені Карла Марії фон Вебера (отримала післядипломну освіту) і з 2007 року відвідує майстер-класи у Еккегарда Клемма.
Линів — стипендіатка Німецької академічної служби обмінів (DAAD), Ґете-Інституту та Фонду Оскара і Віри Ріттер. З 2007 до 2009 року її підтримував «Форум диригентів» асоціації німецьких музикантів. З того часу відвідувала майстер-класи таких постатей як Гартмут Генхен (Hartmut Haenchen), Курт Мазур, Георг Фріче та Роланд Зайфарт.
Для баварського радіо керувала звукозаписами з Баварським симфонічним оркестром і в 2007 році 97-робочою фазою місцевого молодіжного оркестру.

### Особисте життя
Батько Ярослав Линів, музикант, брат — Юрій Линів.
6 листопада 2021 року вийшла заміж за скрипаля, музиканта Дюссельдорфського симфонічного оркестру Андрія Мурзу, з яким була заручена від лютого 2021 року.
Свекор - музикант-балалаєчник Олександр Анатолійович Мурза.

## Музична діяльність

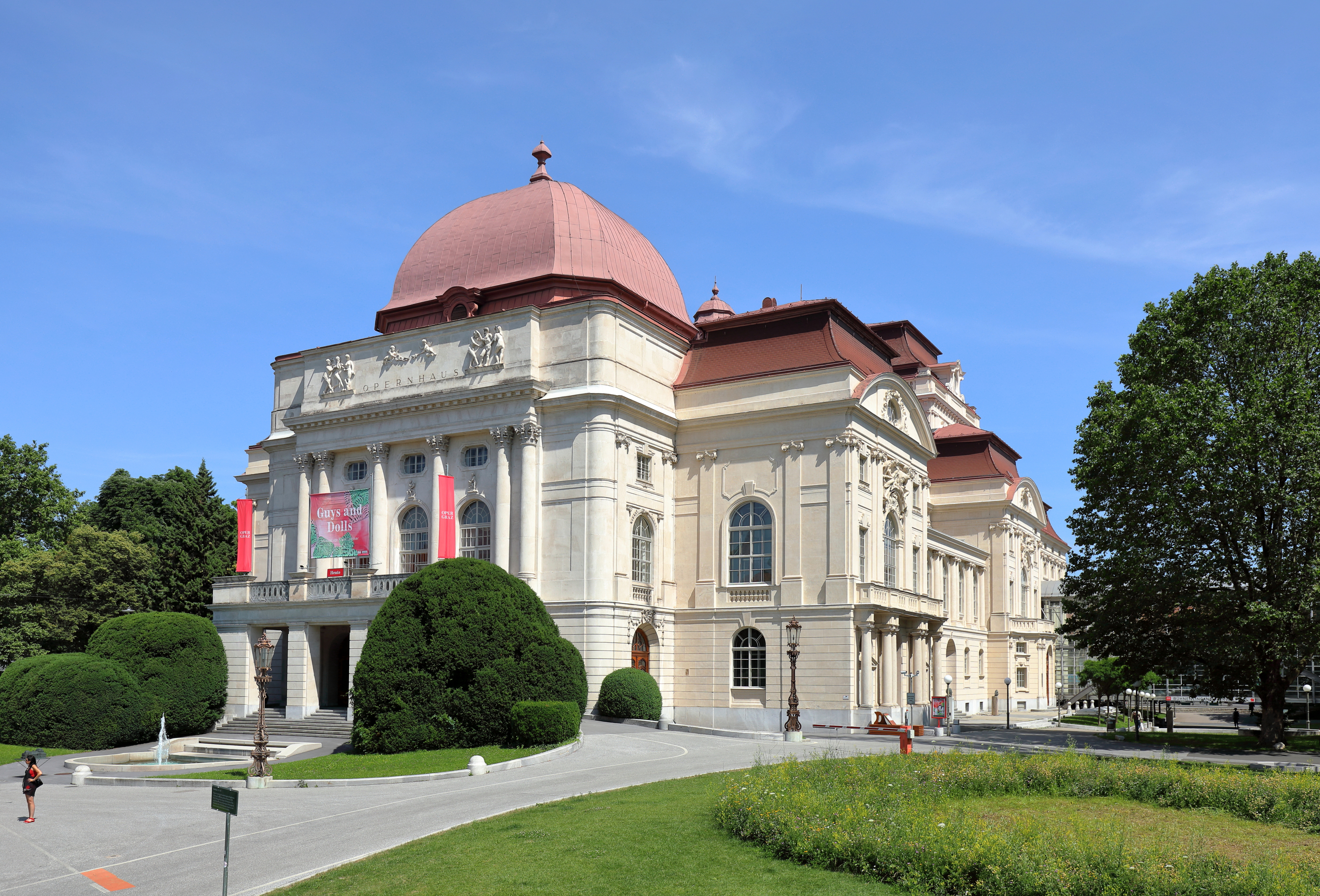
Оперний театр у Граці. 2022

Оксана Линів працює з численними провідними оркестрами та оперними театрами Австрії, Німеччини, Чехії, Франції, Швейцарії, Іспанії, Швеції, Естонії, Угорщини, Румунії, Японії та України. Серед них Баварський державний оркестр, Берлінська державна капела, Бамберзький симфонічний оркестр, Празький філармонійний оркестр, Гамбурзький симфонічний оркестр, Базельський симфонічний оркестр, Мюнхенський симфонічний оркестр, Фрайбурзький філармонійний оркестр, Гессенський державний оркестр у Вісбадені, Ставангерський симфонічний оркестр, Дюссельдорфський симфонічний оркестр, Філармонійний оркестр міста Грац, Тулунський оперний орекстр, Симфонічний оркестр Баварського радіо та ін. Вона працювала оперною диригенткою в Баварській державній опері, «Гран Театр Лісеу» в Барселоні, Театрі-ан-дер-Він (Відень) Державній Опері Штутгарту,, Естонській національній опері, Оперних театрах в Бонні, Оснабрюці, Бремені, Королівській шведській опері, Львівській національній опері, Одеській національній опері та багатьох інших.
З 2008 по 2013 роки Оксана Линів працювала диригенткою в Одеському національному театрі опери і балету. Диригувала в операх «Богема», «Сільська честь», «Ріголетто» та «Мадам Баттерфляй». Здійснила постановки опер Руджеро Леонкавалло «Паяци», Дмитра Бортнянського «Алкід», балетів на музику Густава Малера, Йоганна Штрауса «Таємниця Віденського лісу» та Людвіґа Мінкуса «Дон Кіхот». З сезону 2013/2014 Оксана Линів працювала музичною асистенткою генерального музичного директора та диригента Баварської державної опери — Кирила Петренка, де вона диригувала в операх «Граф Орі», «Милосердя Тита», і під час прем'єри опери «Настінні годинники». У 2015 році Оксану Линів визнали найкращим диригентом Баварської державної опери у номінації «Класична музика».
У лютому 2017 року Оксана була обрана наступницею Дірка Кафтана, починаючи з сезону 2017/2018 вона стала головною диригенткою Опери Граца та філармоні́йного оркестру Граца. Сезон 2019/20 відзначений важливими дебютами з Берлінською державною капелою Мюнхенською філармонією, Даніелем Баренбоймом в Берліні. Серед визначних подій — поновлення опер «Медея» Керубіні та «Чарівна флейта» В. А. Моцарта в Берлінській державній опері, постановка «Аїди» Джузеппе Верді в історичному комплексі Храм Хатшепсут у Луксорі (Єгипет) з оркестром INSO-Lviv; постановки опер «Дон Карлос» Дж. Верді, «Пасажирка» М. Вайнберга та балету С. Прокоф'єва «Попелюшка» в Опері Грац (Австрія); постановкою опери «Юдита» в Баварській державній опері.
6 листопада 2020 року в Золотому залі Віденської філармонії відбулася прем'єра однойменного твору Софії Губайдуліної «Гнів Божий» під диригуванням Оксани Линів. Через пандемію коронавірусу концерт переносили чотири рази. «Концерт для альта з оркестром» виконав Антуан Таместіт — один із кращих альтистів сучасності. 8 листопада 2020 року в Львівській національній філармонії імені М. Скорика відбулася ще одна прем'єра за участю Оксани Линів — постановка опери «Серце Оксани» Стефанії Туркевич-Лукіянович. Опера була написана якраз 60 років тому в 1960 році й вперше поставлена в Україні. 20 листопада 2020 року Оксана Линів дебютувала із Симфонічним оркестром Баварського радіо з творами Фелікса Мендельсона та Вольфґанґа Амадея Моцарта.
30 листопада 2020 року в Берліні Оксані Линів було присвоєно престижну нагороду «Oper!Awards» у категорії «Найкраща диригентка 2020 року», яка заснована оперним часописом «Oper!Das Magazin». Ця премія присуджується митцям у галузі оперного мистецтва.
19 листопада 2020 року Оксана Линів у прямому ефірі диригувала офіційним Адвент-концертом каналу WDR землі Північний Рейн-Вестфалія, який транслювався з Базиліки святої Марії в Кевеларі. Диригентка співпрацювала з радіо-оркестром WDR і такими солістами як сопрано Гольдою Шульц, відомим ваґнеріанським тенором Клаусом Флоріаном Фоґтом та кларнетисткою Шарон Кам. На концерті була представлена нова оркестрова версія «Щедрика» в обробці Івана Небесного. Серед почесних гостей концерту був і Голова уряду федеративної землі Північний Рейн-Вестфалія — Армін Лашет.
У 2021 році Оксана Линів стала першою жінкою-диригенткою за всі 145 років історії Байройтського фестивалю, яка диригувала на найпрестижнішому оперному фестивалі світу. У Байройті Оксани виступила з прем'єрою опери «Летючий голландець», на постановці якої вона співпрацювала з Дмитром Черняковим.
З 1 січня 2022 року Оксана Линів стала першою жінкою-музичною директоркою муніципального театру «Комунале» у Болоньї (італ. Teatro Comunale Bologna).

### Культурна дипломатія
Оксана Линів опікується розвитком класичної музики в Україні та відома як посолка культури України у світі. За свої міжнародні успіхи та відданість розвитку української культури була відзначена званням Почесної Амбасадорки міста Львова. У 2016 році ініціювала заснування Міжнародного фестивалю класичної музики LvivMozArt у Львові, і з того часу очолює його як артдиректорка. У 2016 році з ініціативи Оксани Линів був заснований Молодіжний симфонічний оркестр України / YsOU, перший і єдиний молодіжний оркестр, який об'єднує талановиту молодь з усієї України. Оркестр став потужною платформою для розвитку молодих музикантів віком від 12 до 22 років, а також вже завоював міжнародне визнання блискучими виступами у Бонні (Фестиваль Beehovenfest Bonn), Берліні (фестиваль молодіжних оркестрів Young Euro Classic), Байройті (Фестиваль молодих артистів Байройту), Граці (Musikverein Graz), Львові (фестиваль LvivMozArt) та Києві.
Оксана Линів долучилася до кількох музичних ініціатив в Україні за підтримки Українського культурного фонду. Співпрацюючи із культурною менеджеркою Яриною Винницькою, вона брала участь у масштабному мистецькому проєкті «Ковчег Україна: музика», який вперше транслювався онлайн 24 жовтня 2020 року. Проєкт поєднує українську архаїку, а також сучасні класичні твори. Крім того, він символізує музичний ковчег, метою якого є зберегти українську спадщину і донести цей скарб до наступних поколінь. У цьому проєкті Линів співпрацювала з майже 200 учасниками зі всієї України: гуртами «ДахаБраха», «Курбаси», чоловічим хором «Дударик», Київським дівочим хором імені Миколи Лисенка, Сергієм Жаданом, поліською співачкою Домінікою Чекун. Молодіжний симфонічний оркестр України під керівництвом диригентки також брав участь у проєкті.

### Повернення пам'яті про Моцарта у Львові
Оксана Линів займається активною промоцією повернення пам'яті про родину Моцартів у Львові та інших місцях Галичини, в яких жив і працював Франц Ксавер Моцарт, молодший син Вольфганга Моцарта. У процесі створення фестивалю LvivMozArt було встановлено хороший зв'язок із сім'єю Моцартів. Линів налагодила важливі зв'язки між Львовом, Зальцбургом та Віднем. Зокрема, від першого фестивалю налагоджено співпрацю з Міжнародним фондом Моцартеум. У 2019 році Львів було прийнято до Міжнародної асоціації «Шляхи Моцарта», міжнародної організації, до якої мають право входити міста, які історично пов'язані з діяльністю Моцарта чи його сім'ї. На другий фестиваль LvivMozArt фундація Моцартеум надала оригінальну скрипку Вольфганґа Амадея Моцарта.
Серед запланованих подій у зв'язку з включенням Галичини до «Шляхів Моцарта» — відкриття у Львові пам'ятника Францу Ксаверу Моцарту, розробка бренду Львова як міста Моцарта, створення екскурсійної програми місцями Моцарта, дослідження історії Франца Ксавера. Линів назвала це дослідження Mozertiana Galicia — тобто дослідження архівів і всіх документів, враховуючи його листи і подорожній щоденник, які засвідчать діяльність Моцарта у Львові. Всі ці документи будуть видані в українському перекладі «Видавництвом Старого Лева» з оригінальними ілюстраціями та коротким вступом Оксани Линів до кожного розділу книги.
«Ця робота стане основою для багатьох наших підпроєктів. Наприклад, для екскурсій місцями Моцарта, створення віртуального музею. Приїжджаючи до Відня, ще в аеропорті помітний культ Моцарта. Щось подібне я хочу, щоб було у нас. Це включатиме і сувенірну продукцію, і спеціальні цукерки — я вже вигадала, якими вони будуть», — говорить Линів.

## Критика

### Свекор
2 квітня 2021 свекор Оксани Линів під час російсько-української війни (з 2014) одеський музикант Олександр Анатолійович Мурза став членом журі міжнародного російського конкурсу «Балалайка — душа Росії».

### Публікації у російських ЗМІ
1 липня 2021 Оксана Линів дала інтерв'ю і з'явилася на обкладинці російського журналу «Музыкальная Жизнь» № 6/2021. Журнал мониторить питання культурної політики у державах-учасниках СНД

### Площа Маланюка
Оксана Линів брала у відкритті пам'ятника К. Моцарту на площі Маланюка у Львов, що був розкритикований спільнотою Львова, і при цьому саму площу, названу на честь українського письменника, поета, публіциста Євгена Маланюка запропонувала перейменувати на «площу музики», що викликало значне обурення серед патріотичних громадян Львова.

### Футболка Wagner Power
13 серп. 2023 на фестивалі музики Ріхарда Ваґнера в Німеччині з'явилась у футболці з написом «Wagner Power», яку через нерозуміння контексту асоціювали з ПВК «Вагнер».

### Співпраця із росіянами та виконання творів росіян
3 квітня 2022 Линів офіційно заявила, що готова співпрацювати з росіянами, а для цього російським артистам достатньо лише написати заяву про засудження війни. Відомою є її співпраця із російським режисером Дмитром Черняковим. 7-9 квітня 2022 року у вона здійснила постановку опери Чайковського «Іоланта» у якій, за її задумом, мали взяти участь українські та російські виконавці, однак ряд українських виконавців відмовилось стояти на одній сцені з представниками країни-агресора. У квітні 2022 року солістка Львівської опери Людмила Корсун повідомила, що не братиме участі в проектах, де задіяні росіяни та російська музика. Зокрема, заявила, що її участь в постановці опери «Іоланта» Петра Чайковського, якою керує диригентка Оксана Линів з Львівщини, скасована..Також від участі у концерті з музикою російських композиторів і за участі російських музикантів відмовилася українська композиторка Вікторія Польова, та заявила, що відмовилась від двох концертів Оксани Линів у Німеччині. Організатори мистецької платформи Ковчег «Україна» через її співпрацю з російськими виконавцями та за виконання творів російських авторів. 30 серпня 2022 була зареєстрована петиції щодо позбавлення Оксани Линів звання Почесної амбасадорки міста Львова. Внаслідок публічного тиску вона відмовилася від участі у постановці опери «Іоланта» Петра Чайковського через «через погіршення стану здоров'я»
21 березня 2024 з'явилося повідомлення, що Оксана Линів керуватиме постановкою російськомовної опери «Євгеній Онєгін» Петра Чайковського у Саксонській державній опері Дрездена в Німеччині, що глибоко обурило українське суспільство, сама ж диригентка пояснила, що керувалась міркуваннями кар'єрного характеру.

### Захист пам'ятника Пушкіну в Одесі
Листа зі зверненням до ЮНЕСКО у понеділок, 21 жовтня 2024, опублікувала італійська газета Il Foglio. У листі вказано, що у січні 2023 року Комітет всесвітньої спадщини ЮНЕСКО вніс історичний центр Одеси до переліку об'єктів всесвітньої спадщини, які перебувають під загрозою через російські обстріли. Автори листа зауважили, що над спадщиною міста нібито нависла загроза через рішення Одеської ОВА про демонтаж 19 пам'яток та позбавлення охоронного статусу для інших — усі рішення стосуються імперського російського чи радянського періоду. У листі наголошують щодо недопустимості перейменуванні вулиці імені радянського маршала Родіона Малиновського, російських письменників Івана Буніна й Костянтина Паустовського, а також заплановане знесення пам'ятника російському поету Алєксандру Пушкіну. Серед підписантів відома диригентка зі Львова Оксана Линів та її чоловік скрипаль Андрій Мурза.

## Нагороди та відзнаки
- 2015 — «Зірка року» у номінація «Класика» та приз Мюнхенського оперного фестивалю[50]
- 2017 — Орден «За інтелектуальну відвагу»[51]
- 2017 — «Люди Львова»[52]
- 2017 — «Людина нового часу»[52]
- 2018 — «BOOM Awards»[53]
- 2018 — «100 найвпливовіших жінок України»
- 2019 — «100 найвпливовіших українців» від журналу «Фокус»[54] та «Топ-100» від журналу «NV»[55]
- 2019 — Міжнародна премія TREBBIA у номінації «За мистецьку діяльність»[56][57]
- 2018—2019 — «Штирійка року» в категорії «Мистецтво» (Грац, Австрія)[52]
- 2020 — «Найкраща диригентка 2020 року» («Oper! Awards», Німеччина)[58]
- 2021 — Women in Arts 2021 (у номінації «Жінки в музиці»)
- 2021 — Орден княгині Ольги III ступеня — за значний особистий внесок у державне будівництво, зміцнення обороноздатності, соціально-економічний, науково-технічний, культурно-освітній розвиток Української держави, вагомі трудові досягнення, багаторічну сумлінну працю та з нагоди 30-ї річниці незалежності України[59]
- 2022 — Премія Хелени Ваз да Сілва.[60]